# Lysidice oele
Lysidice oele är en ringmaskart som beskrevs av Horst 1905. Lysidice oele ingår i släktet Lysidice och familjen Eunicidae. Inga underarter finns listade i Catalogue of Life.